# Establo Hanakago
El Establo Hanakago (花籠部屋, Hanakago beya), anteriormente conocido como el Establo Shibatayama desde septiembre de 1952 hasta mayo de 1953, fue un establo de entrenamiento de sumo profesional. El recinto formó parte del ichimon Nishonoseki. Fue fundado por el ex maegashira Ōnoumi Hisamitsu. Esta generación del establo Hanakago cerró oficialmente en 1985, con todos sus luchadores y personal siendo transferidos al establo Hanaregoma.

## Historia

### Generación previa
Una generación previa del establo Hanakago existió desde 1929 hasta 1947 liderado por el ex sekiwake Misugiiso. Esta versión produjo unos cuantos sekitori, siendo el de mayor rango el maegashira Tominoyama.

### Versión de Ōnoumi
Tras el retiro de Ōnoumi en mayo de 1952, este se independizó del antiguo establo Nishonoseki para fundar el suyo propio, el establo Shibatayama, llevándose consigo a varios luchadores entres los que se encontraba el futuro yokozuna Wakanohana Kanji I. En mayo de 1953, Ōnoumi recibió el nombre de maestro Hanakago y procedió a renombrar su establo para que coincidiese con el suyo. Este tuvo éxito al entrenar a Wakanohana, permitiéndole llevarlo al rango de ōzeki en 1956 y luego al yokozuna en 1958. 1958 fue un buen año para el establo Hanakago al haber logrado obtener la promoción de dos sekitori locales (y cuyas carreras empezaron dentro de Hanakago). El éxito del establo continuaría en los años 60 y 70, con Wajima logrando llegar al rango de ōzeki en noviembre de 1972 y luego al yokozuna en julio de 1973. En 1975, Ōnoumi vio la promoción de Kaiketsu al rango de ōzeki, convirtiendo a su establo en uno de los más fuertes en los años 70.

### Independencias
Tras el retiro de Wakanohana en 1962, este se convirtió en el primer luchador en independizarse de Hanakago. Wanakohana luego fundo el establo Futagoyama.
En enero de 1981, otro luchador del establo, Kaiketsu, se independizó para fundar el suyo propio, el establo Hanaregoma, llevándose consigo al futuro yokozuna Ōnokuni.

### Retiros y controversias
Un mes después, en marzo de 1981, Ōnoumi alcanzaría la edad de retiro obligatoria a los 65 años, obligándole a entregar el control del establo a Wajima, el cual contrajo nupcias con su hija mayor. Sin embargo, el liderazgo de Wajima como maestro fue controversial. Este carecía de las cualidades para el cargo e inusualmente, no vivía en el establo como todos los maestros de sumo, prefiriendo tomar el transporte. El establo Hanakago decayó a tal punto que no tenía ningún luchador de alto rango clasificado. En 1982, la esposa de Wajima intentó suicidarse y por este hecho fue degradado de su posición como juez en los torneos. El matrimonio eventualmente terminó en divorcio. En 1985, Wajima fue presionado por sus colegas para renunciar a la Asociación Japonesa de Sumo después de que se supiera que este había acumulado una gran deuda debido al fracaso de su restaurante de chankonabe, obligándole a poner su acción en la asociación como garantía de préstamo, una practica estrictamente prohibida. El establo Hanakago cerró oficialmente en 1985, con todos sus luchadores siendo transferidos al establo Hanaregoma.

## Dueños
- 1981–1985: El décimo segundo (12°) Hanakago Hiroshi (el quincuagésimo cuarto (54°) yokozuna Wajima Hiroshi)[3]
- 1952–1981: El décimo primer (11°) Hanakago Hisamitsu (ex maegashira Onoumi Hisamitsu)[3]

## Exluchadores destacados
- Wakanohana Kanji I (el cuadragésimo quinto (45°) yokozuna)
- Wajima Hiroshi (el quincuagésimo cuarto (54°) yokozuna)
- Kaiketsu Masateru (ex ōzeki)
- Daigō Hisateru (ex sekiwake)
- Arase Nagahide (ex sekiwake)
- Wakachichibu Komei (ex sekiwake)
- Hananoumi Ken (ex komusubi)
- Ryūko Seihō (ex komusubi)
- Wakanoumi Masateru (ex komusubi)
- Daikokubō Benkei (ex jūryō)